# Alfabet staropermski

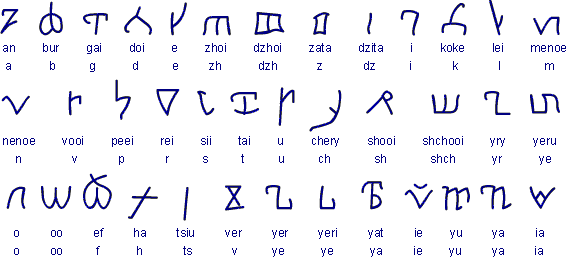
Pismo staropermskie

Alfabet staropermski, alfabet aburski lub abur (kom.: анбур lub абур) – najstarsze pismo używane do zapisu języka komiackiego.

## Historia
Pismo aburskie stworzył na potrzeby pracy misjonarskiej święty mnich Stefan z Permu (ros. Стефан Пермский, Степан Храп) pod koniec XIV wieku. Powstało na podstawie cyrylicy oraz pisma greckiego, jak również komiackich znaków plemiennych. Nazwa anbur pochodzi od nazw dwóch pierwszych liter alfabetu czyli an i bur.
Pismo stopniowo traciło na znaczeniu, by w XVII wieku jego miejsce zajęła cyrylica. 
9 maja, w dzień św. Stefana Permskiego (26 kwietnia według kalendarza juliańskiego, co odpowiada 9 maja w kalendarzu gregoriańskim), obchodzone jest święto tego alfabetu.